# Ramaria flava
Ramaria flava (Jacob Christian Schäffer ex Lucien Quélet, 1888), sin. Clavaria flava (Jacob Christian Schäffer, 1774) din încrengătura Basidiomycota, în familia Gomphaceae și de genul Ramaria, denumită în popor  burete creț, togmăgei, iarba mâței, piciorul ursului sau barba țapului, este o ciupercă comestibilă care coabitează, fiind un simbiont micoriza (formează micorize pe rădăcinile arborilor), având și însușiri ale încrengăturii Ascomycota. În România, Basarabia și Bucovina de Nord, se dezvoltă, fiind una din cele mai răspândite soiuri acestui gen, pe sol în păduri de conifere și de foioase umede, acolo preferat sub molizi respectiv fagi, din (iunie) iulie până în octombrie (noiembrie).

## Descriere

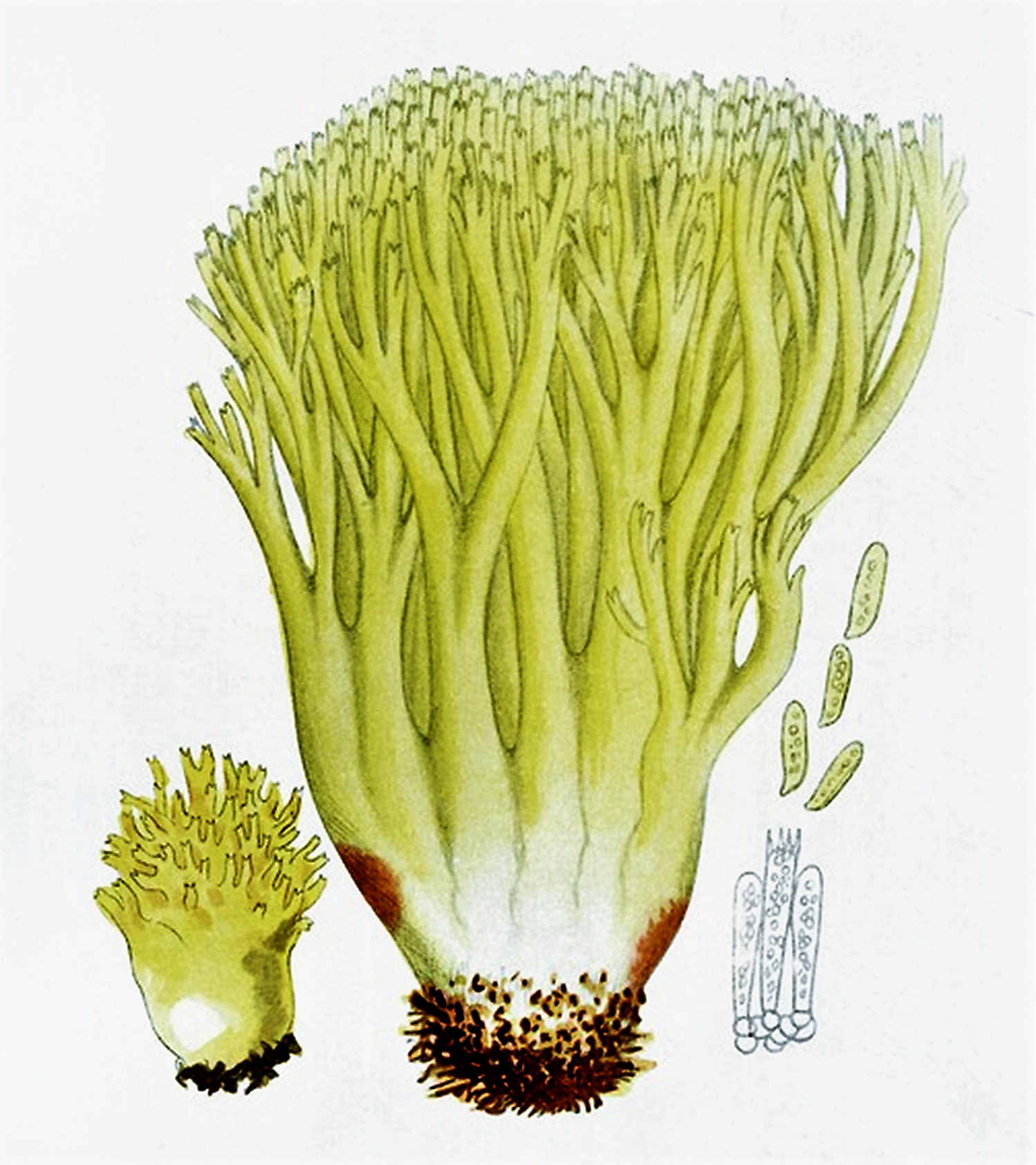
Bres.: Clavaria flava

- Corpul fructifer:  are o înălțime de până la 16 cm și un diametru de 12-20 cm. El se împarte dintr-un trunchi principal gros în numeroase ramificații verticale și cilindrice, comprimate și striate în lungime, cărnoase și fragile, groase la bază și subțiate treptat către vârf. Vârfurile sunt dințate, adesea numai despicate. Ramurile sunt de un galben deschis de ou până galben de sulf care se decolorează în vârstă crem-ocru.
- Piciorul: El este scurt cu o lungime de 4-6,5 cm, având o grosime de 3,5-5 cm, cărnos, masiv, compact, ceva apos și marmorat. El se subțiază către bază, fiind albicios în partea inferioară, iar gălbui în cea superioară.
- Carnea: este de un alb murdar, apos-marmorată, în rămurele gălbuie, fiind destul de moale și fragilă. Mirosul este slab amărui, gustul fiind plăcut și ușor aromatic, atunci când bureții sunt tineri. El însă devine amar la maturitate (începând în vârfuri).[5][6]
- Caracteristici microscopice: are spori elipsoidali lunguieți, sub-cilindrici și ascuțiți spre bază, slab hialini (translucizi), netezi sau puțin verucoși, fin gutulați în interior, cu o mărime de (9,5) 10,5-14 (15,5) x (3,2) 4-5,5 (6) microni. Pulberea lor este de colorit ocru-gălbui. Basidiile în formă de măciucă cilindrică cu 4 sterigme măsoară 40-45 x 10 microni.[7]
- Reacții chimice: Buretele se colorează cu sulfat de fier încet verde ca cocleala până verde-măsliniu, devenind din ce în ce mai închis, aproape verde-negricios.[8]

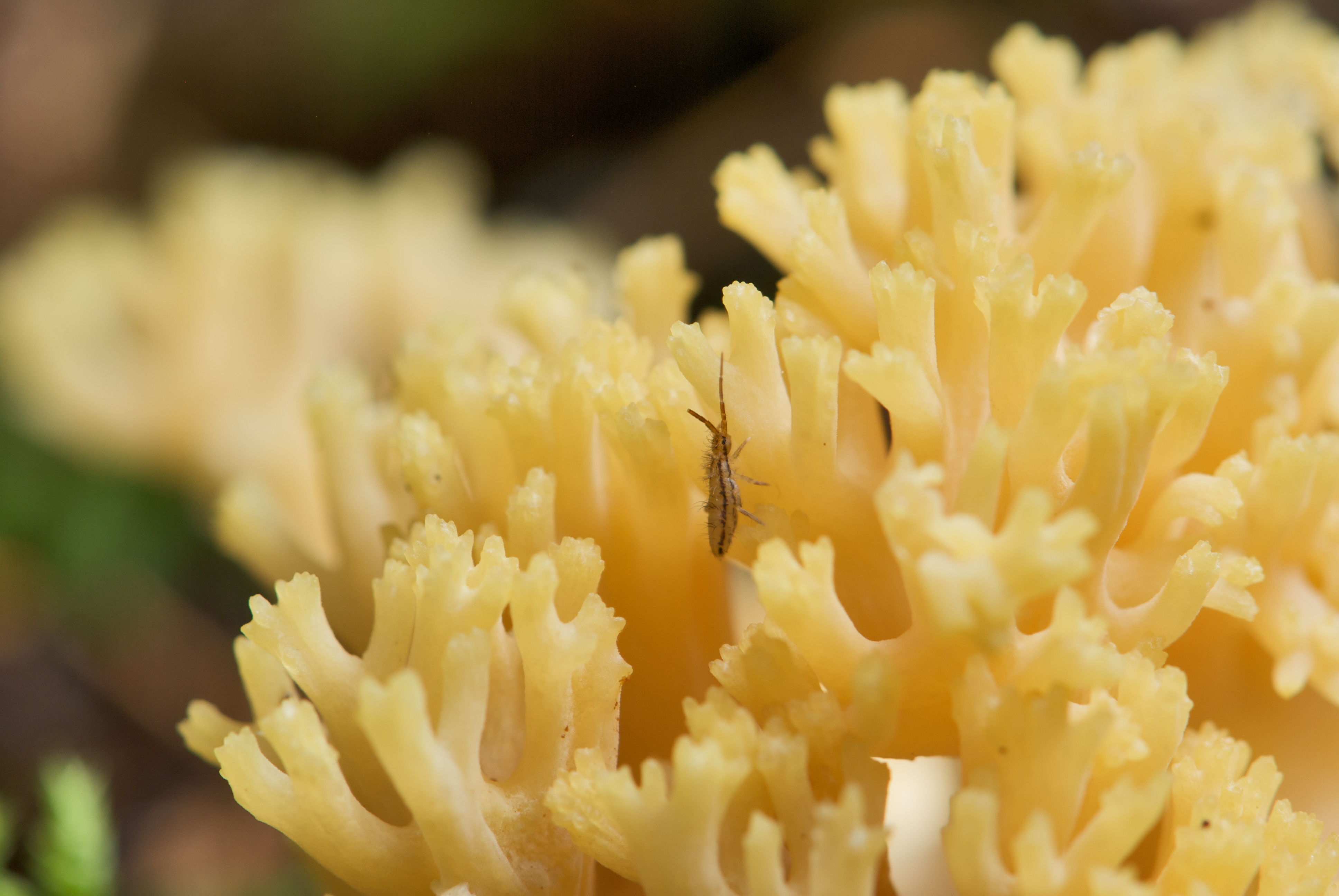
R. flava, vârfuri
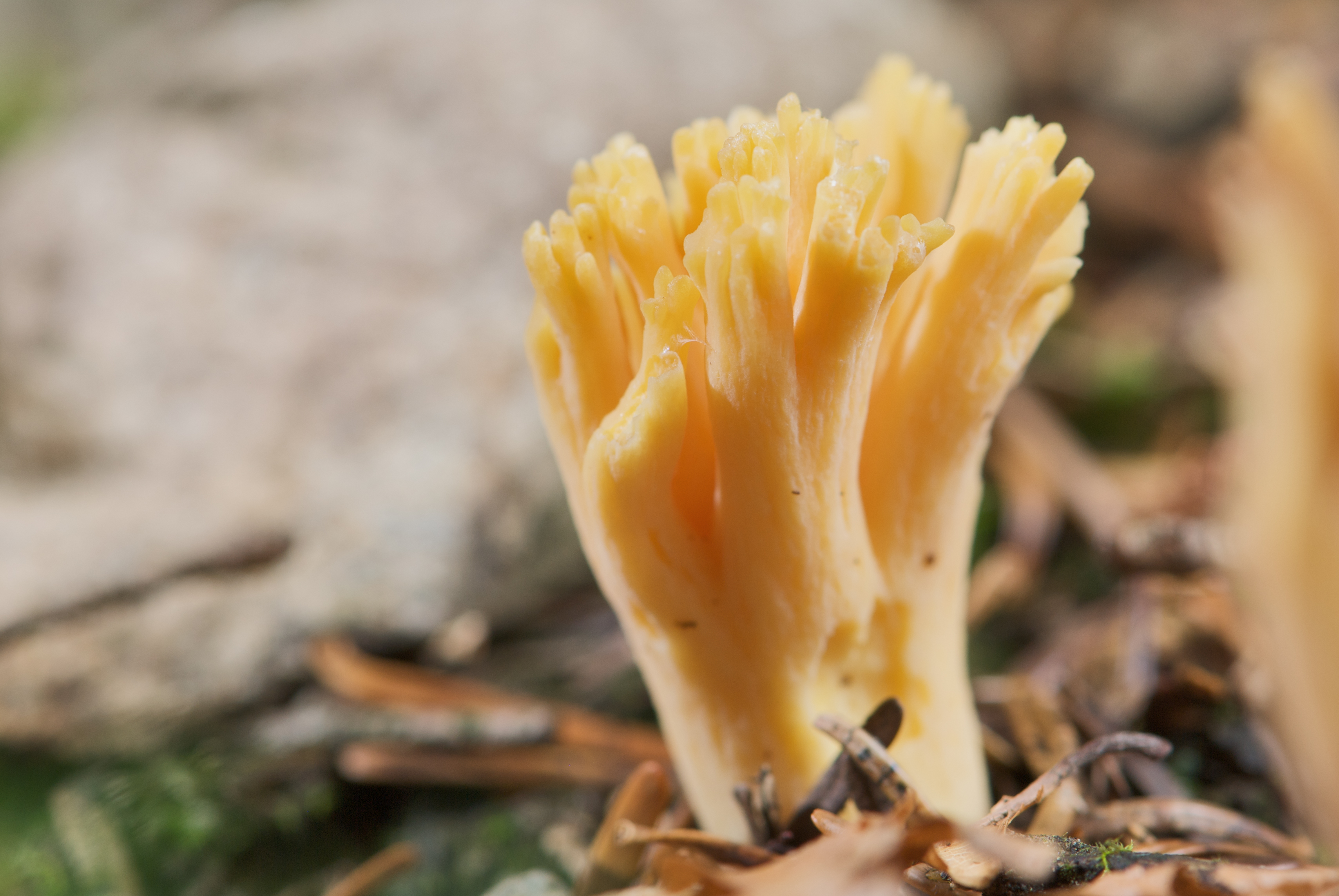
R. flava tânără 1
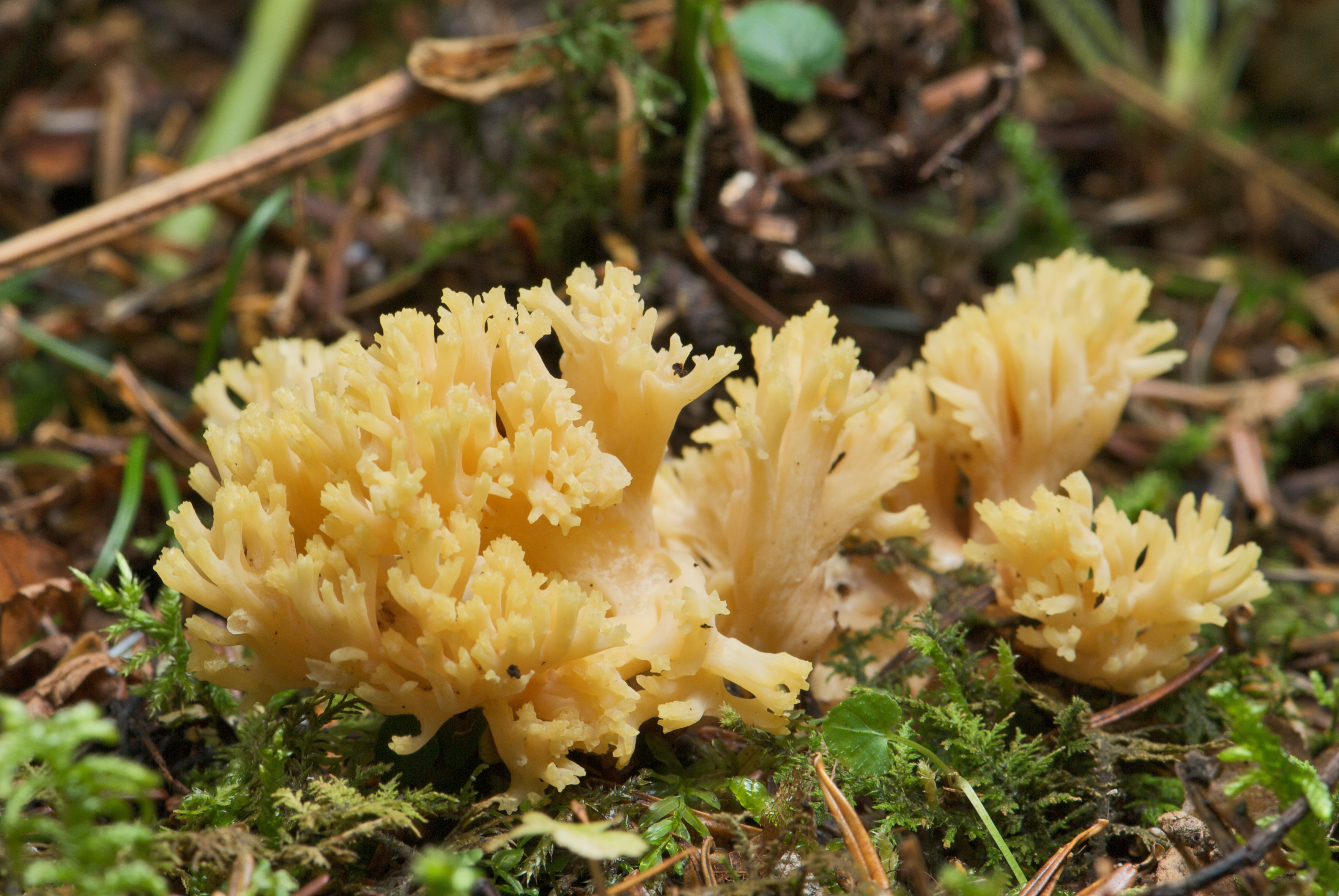
R. flava tânără  2
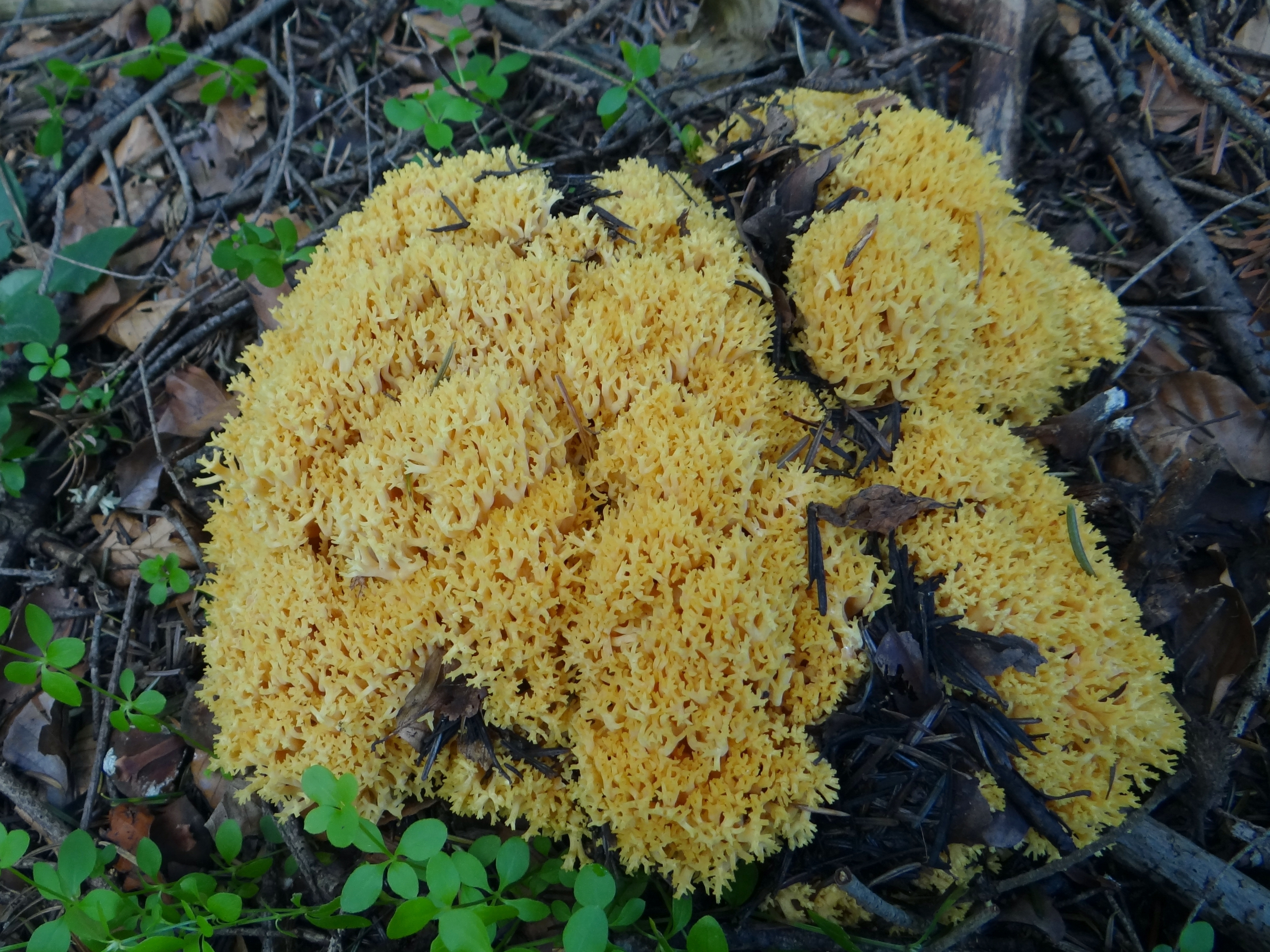
R. flava matură

## Confuzii
Chiar și specialiști au probleme cu diferențierea buretelui matur cu alte specii necomestibile sau otrăvitoare ale acestui gen. Cele necomestibile au cel puțin mereu un gust nepotrivit. Iarba mâței poate fi confundată ușor cu: Ramaria aurantiosiccescens (E. Schild, 1979), (comestibilă) Ramaria aurea (comestibilă), Ramaria botrytis (comestibilă),  Ramaria eumorpha (necomestibilă), Ramaria fennica (necomestibilă), Ramaria flaccida (necomestibilă), Ramaria flavescens (comestibilă), Ramaria formosa (otrăvitoare), Ramaria gracilis (comestibilă), Ramaria largentii, (comestibilă) Ramaria obtusissima (comestibilă, puțin gustoasă),  Ramaria ochroclora (comestibilitate nesigură), Ramaria pallida (otrăvitoare), Ramaria stricta (necomestibilă) sau Ramaria testaceoflava, (necomestibilă).

## Specii asemănătoare

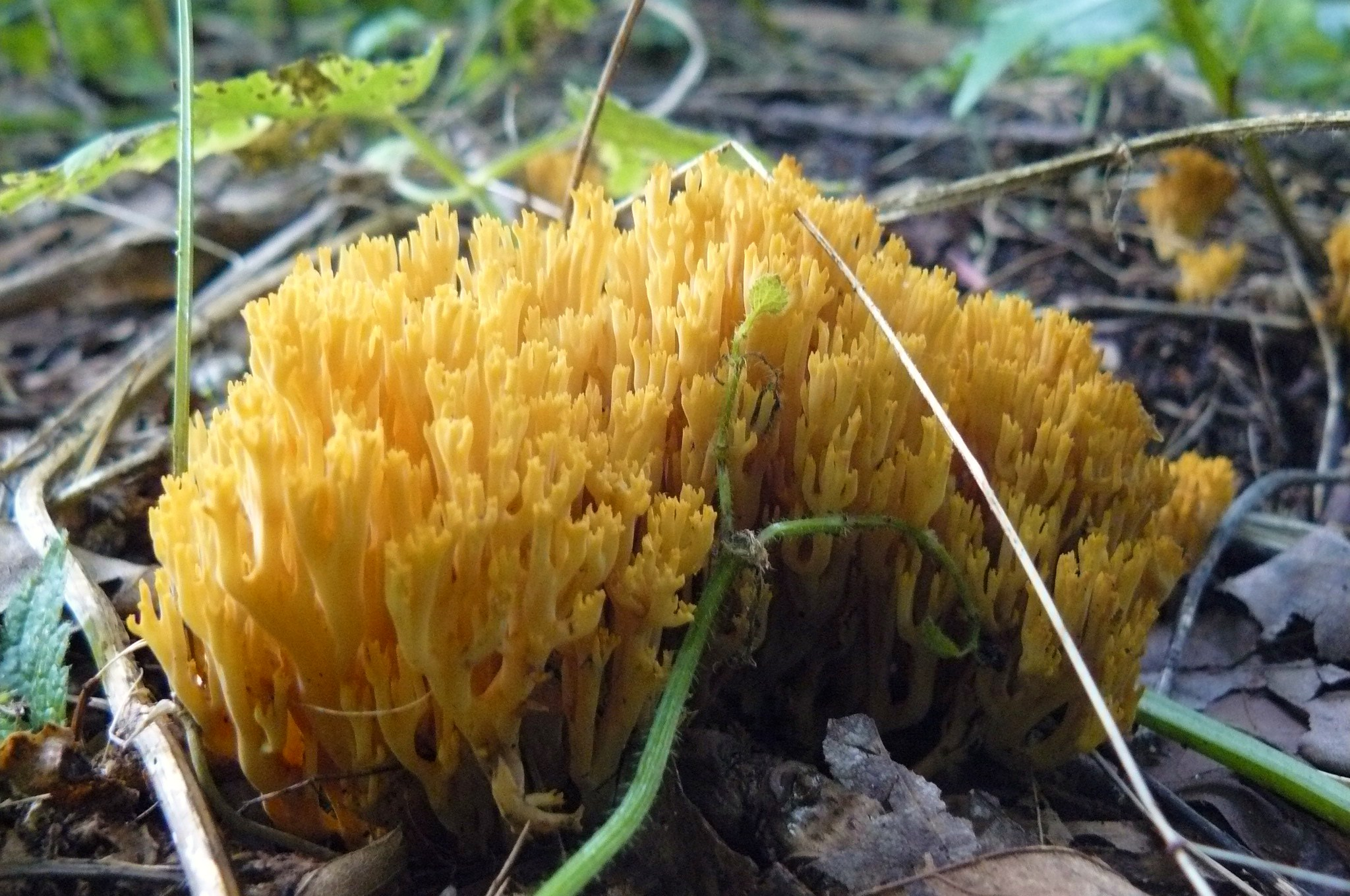
Ramaria aurantiosiccescens
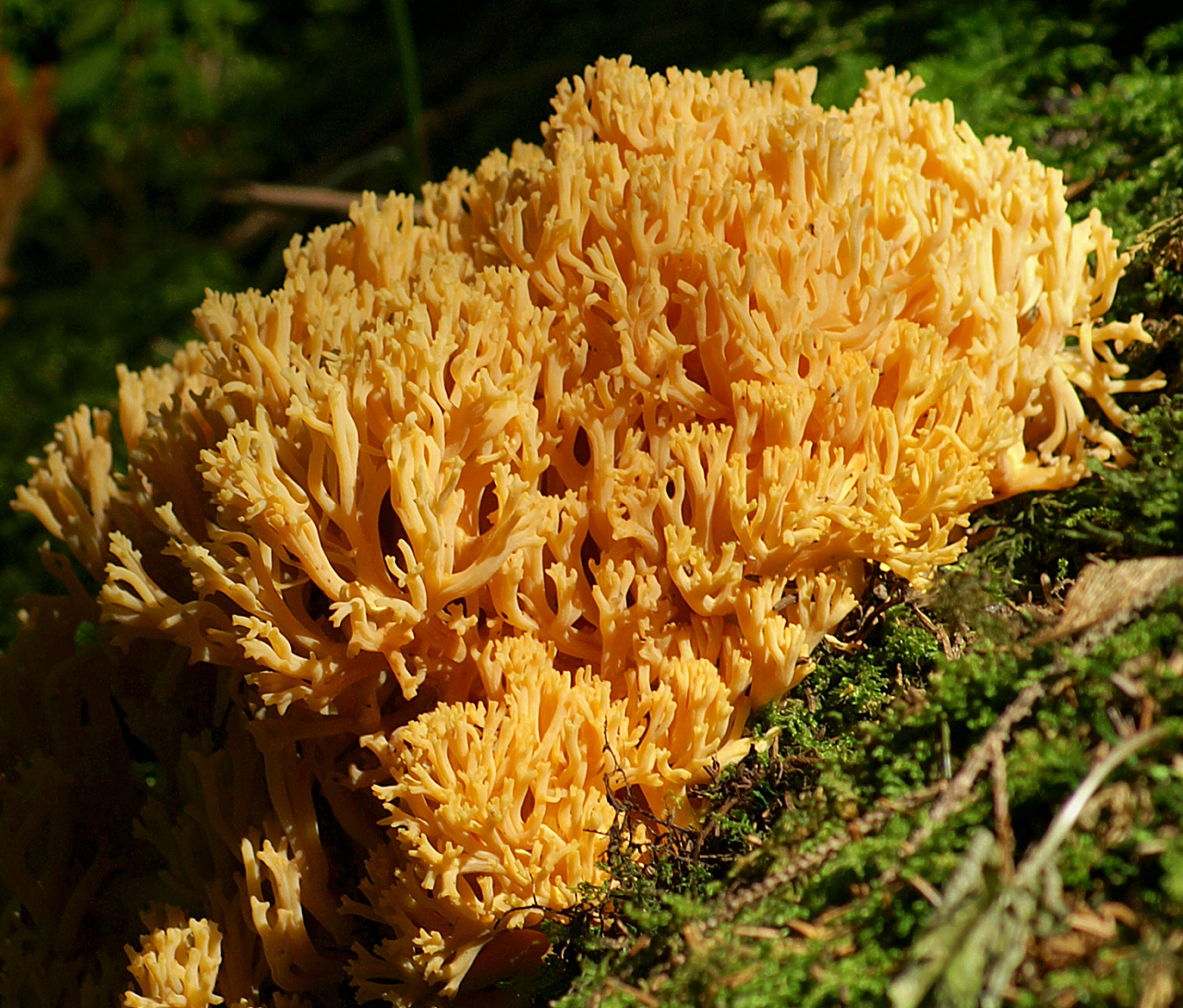
Ramaria aurea
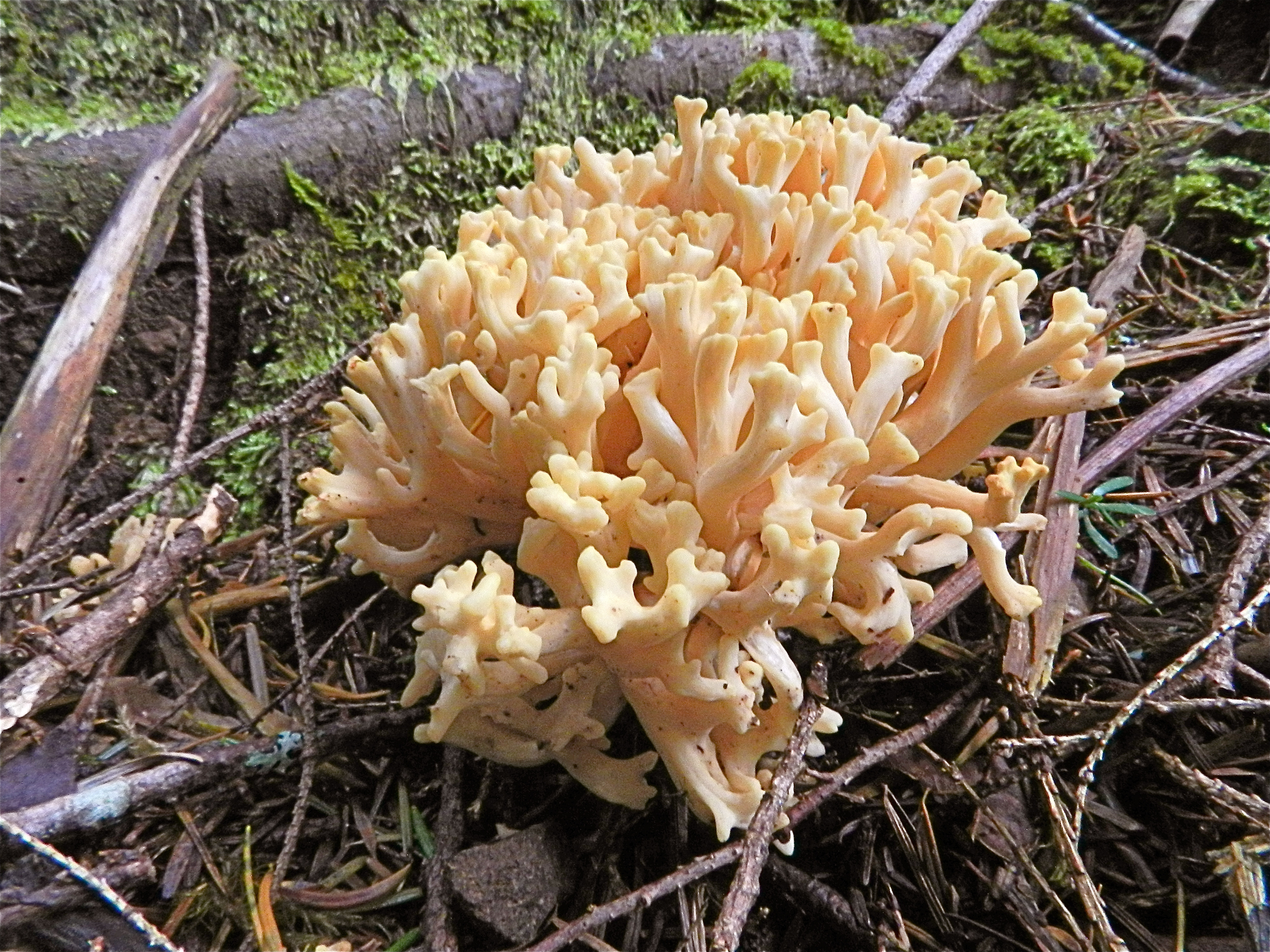
Ramaria botrytis tânără
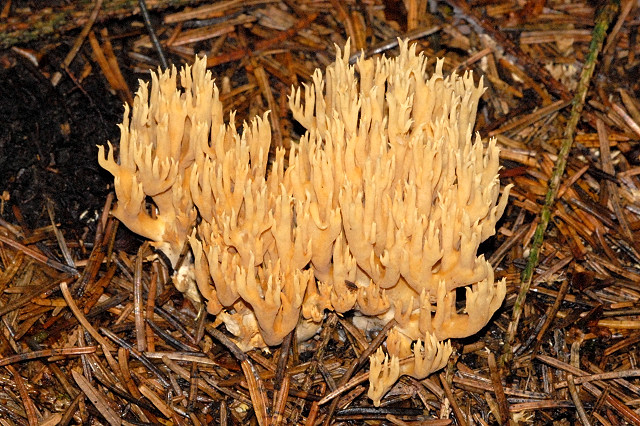
!Ramaria.eumorpha!
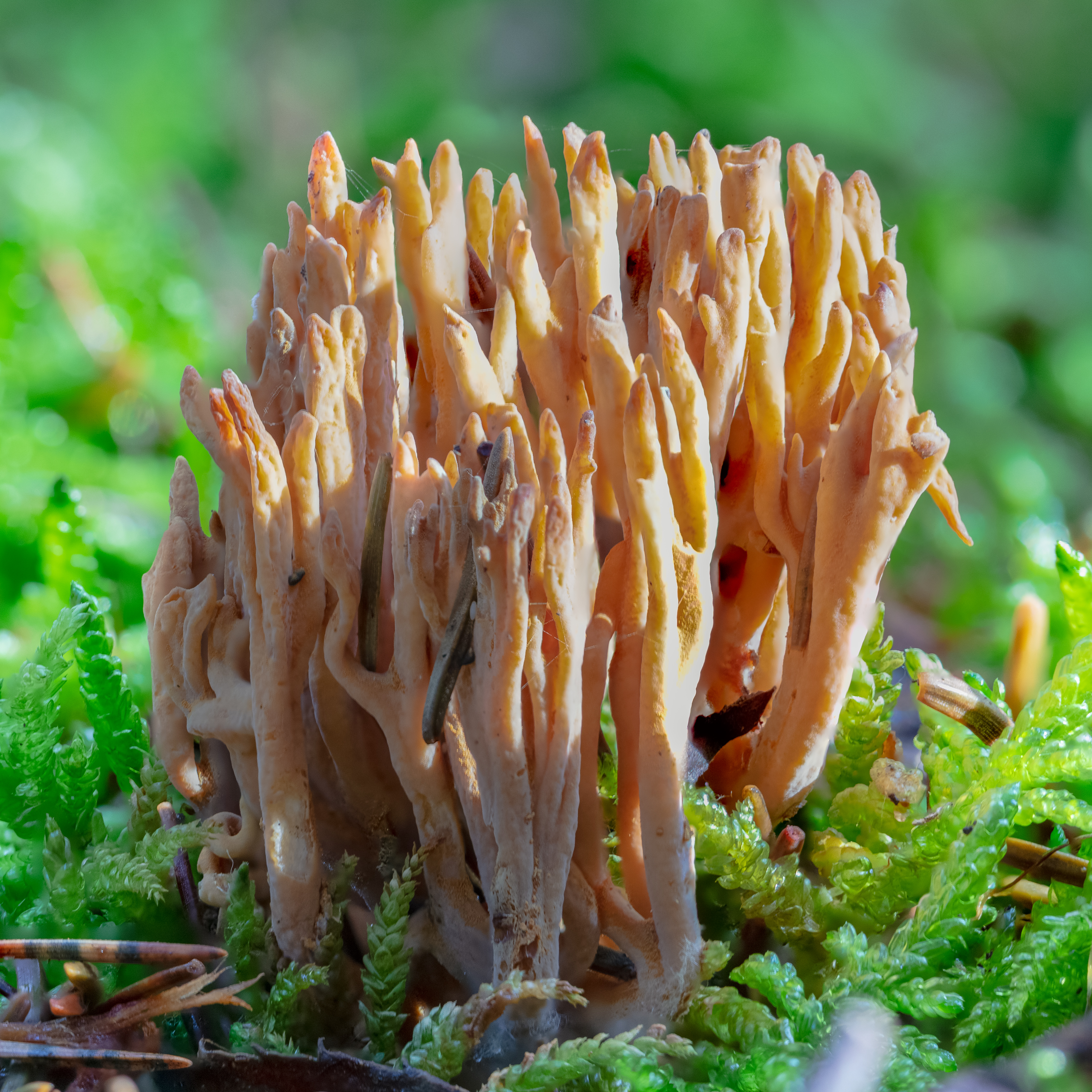
!Ramaria flaccida!
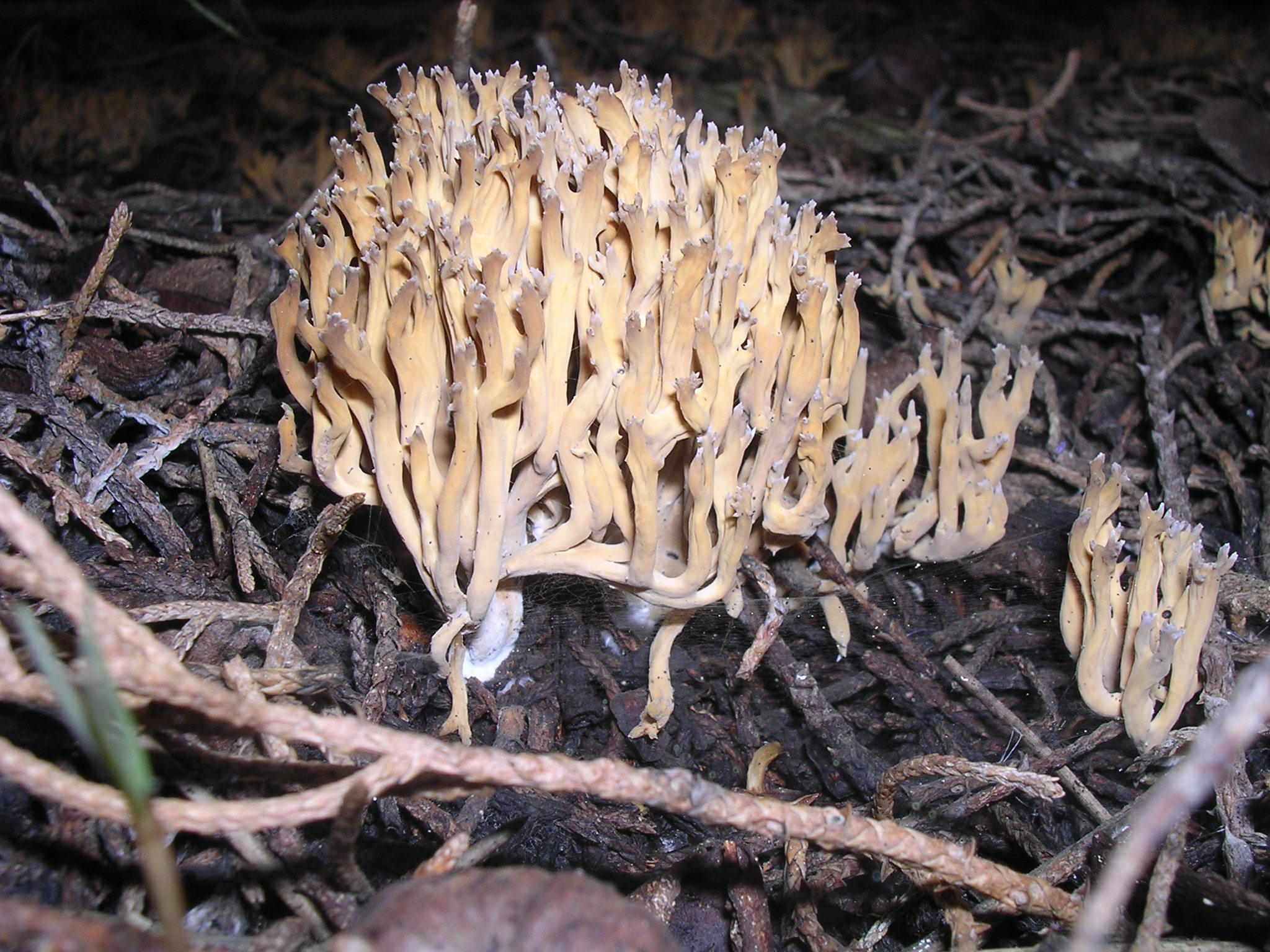
!Ramaria fennica!
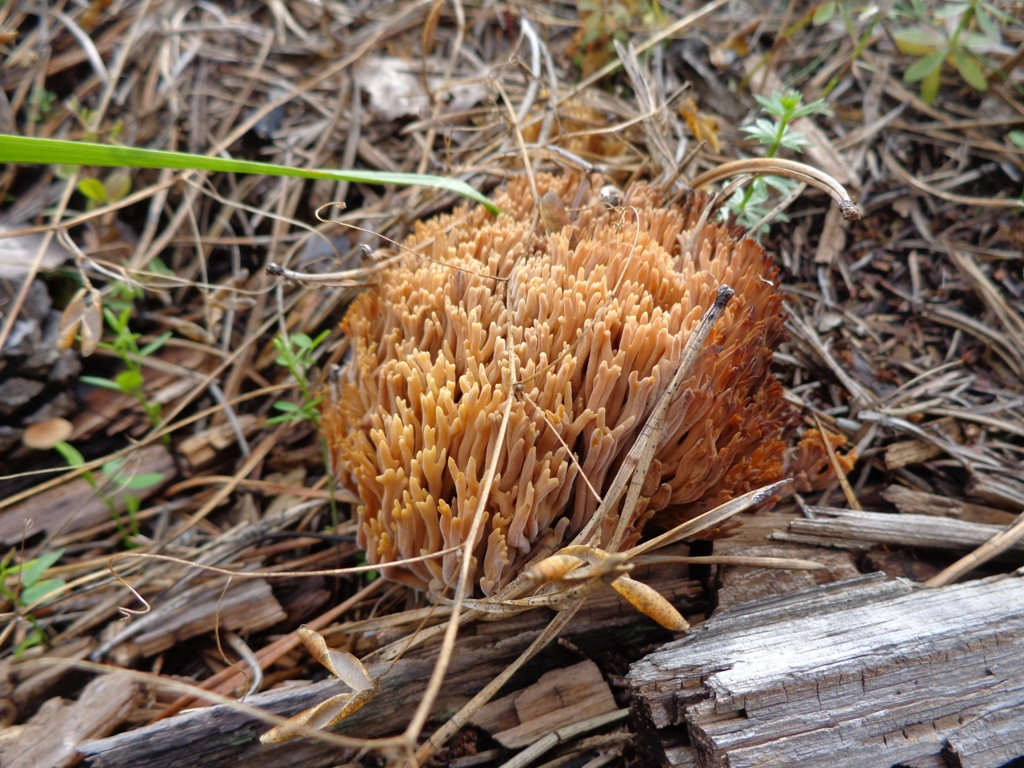
Ramaria flavescens
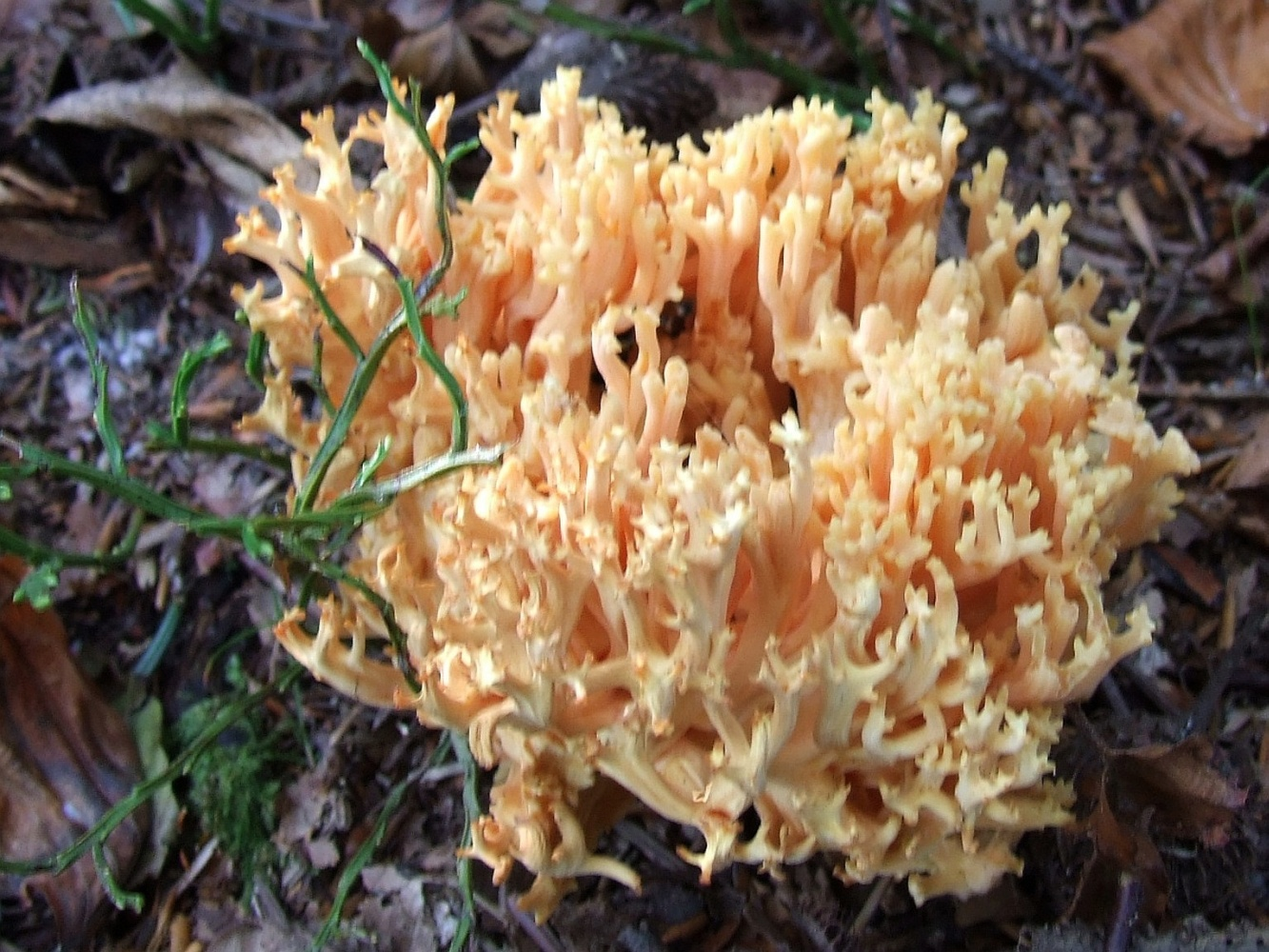
!!Ramaria formosa!!

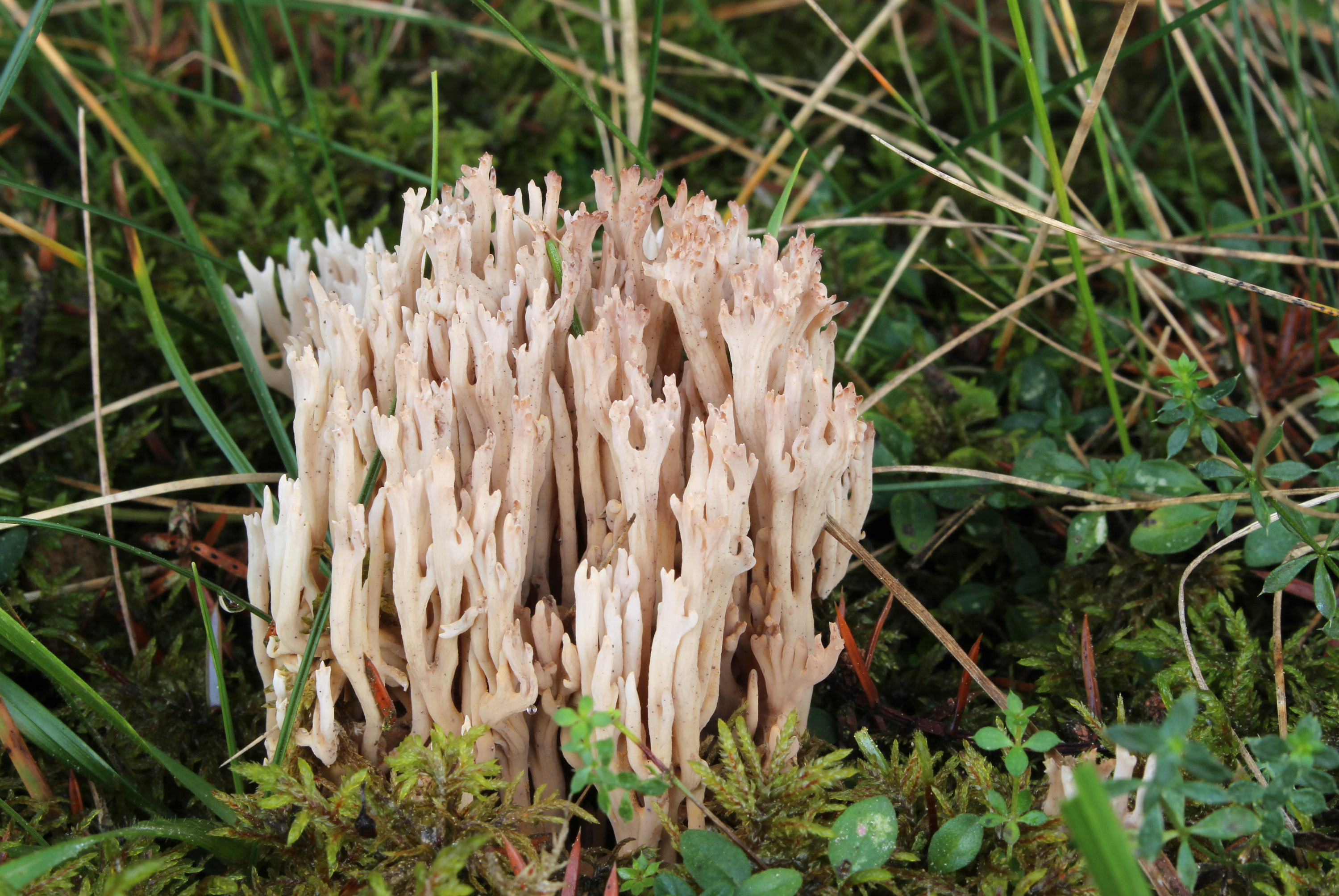
Ramaria gracilis
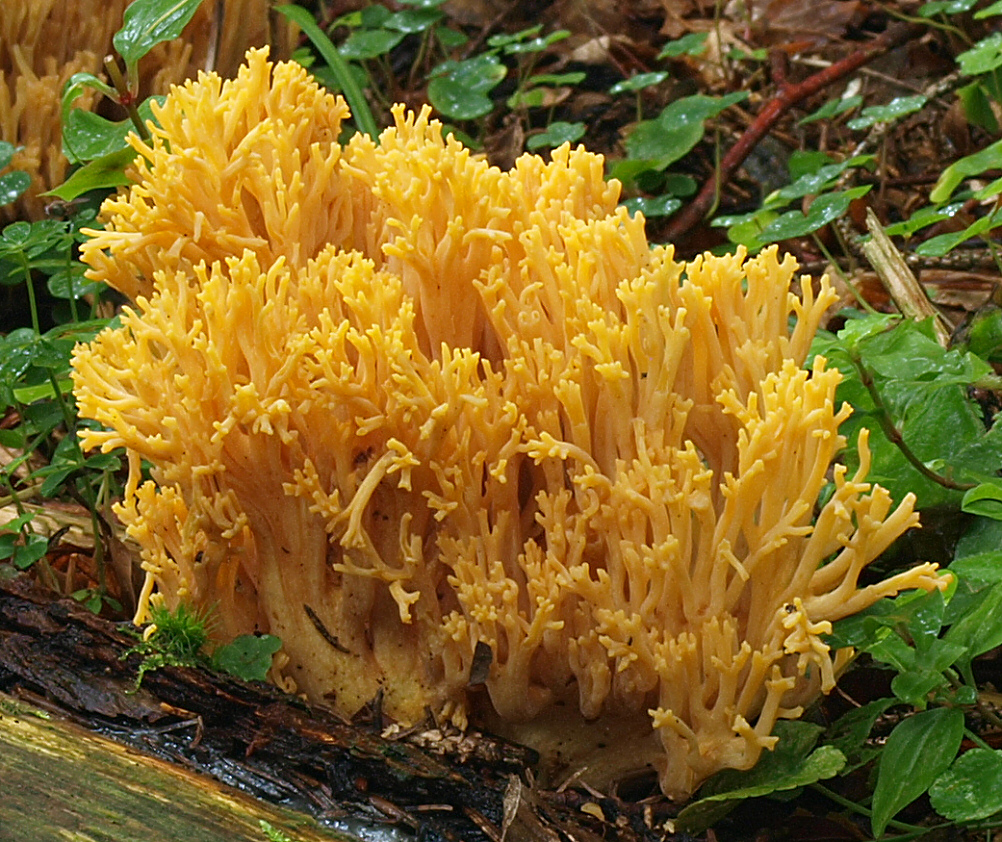
Ramaria largentii
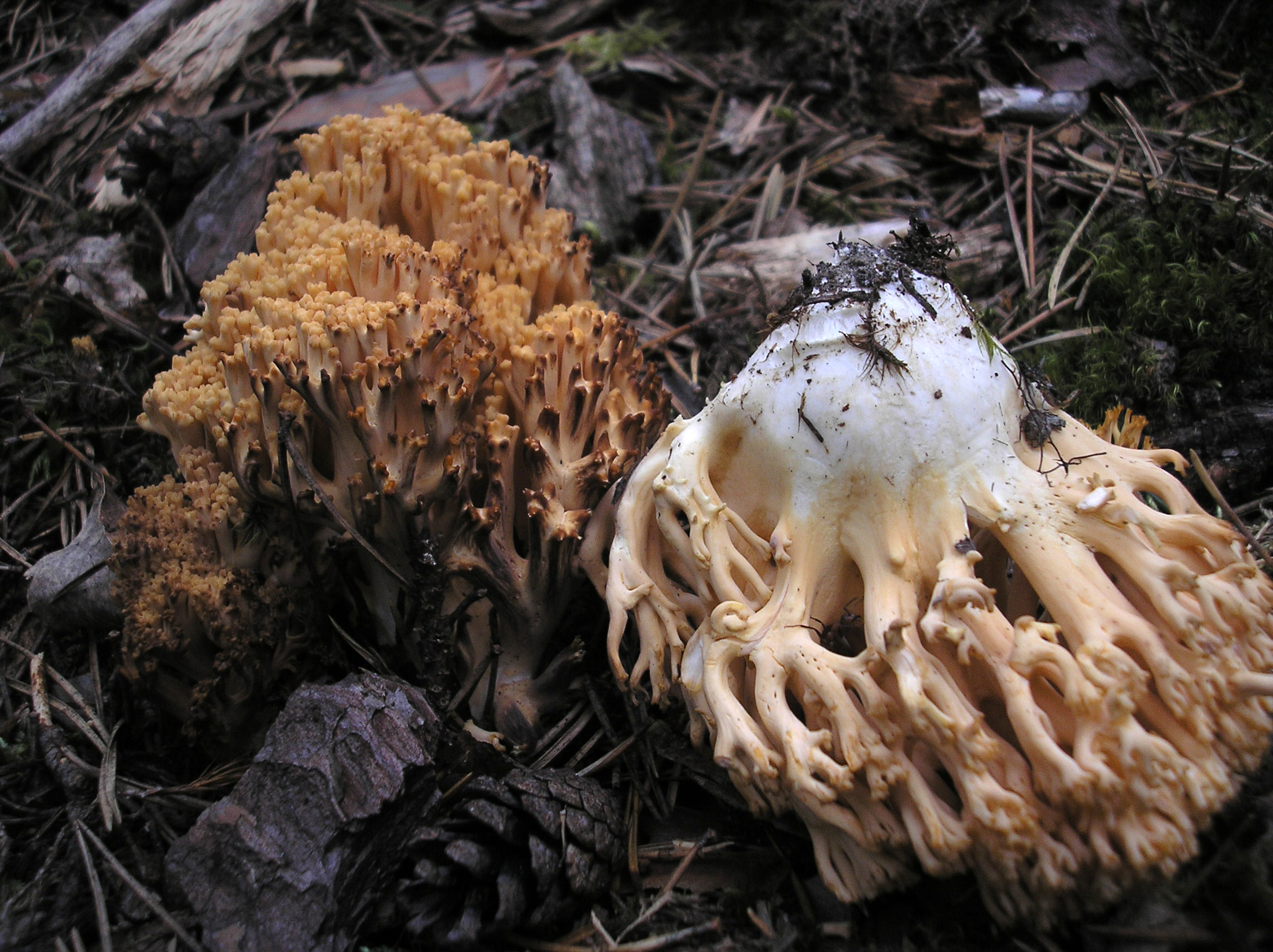
Similară Ramaria obtusissima
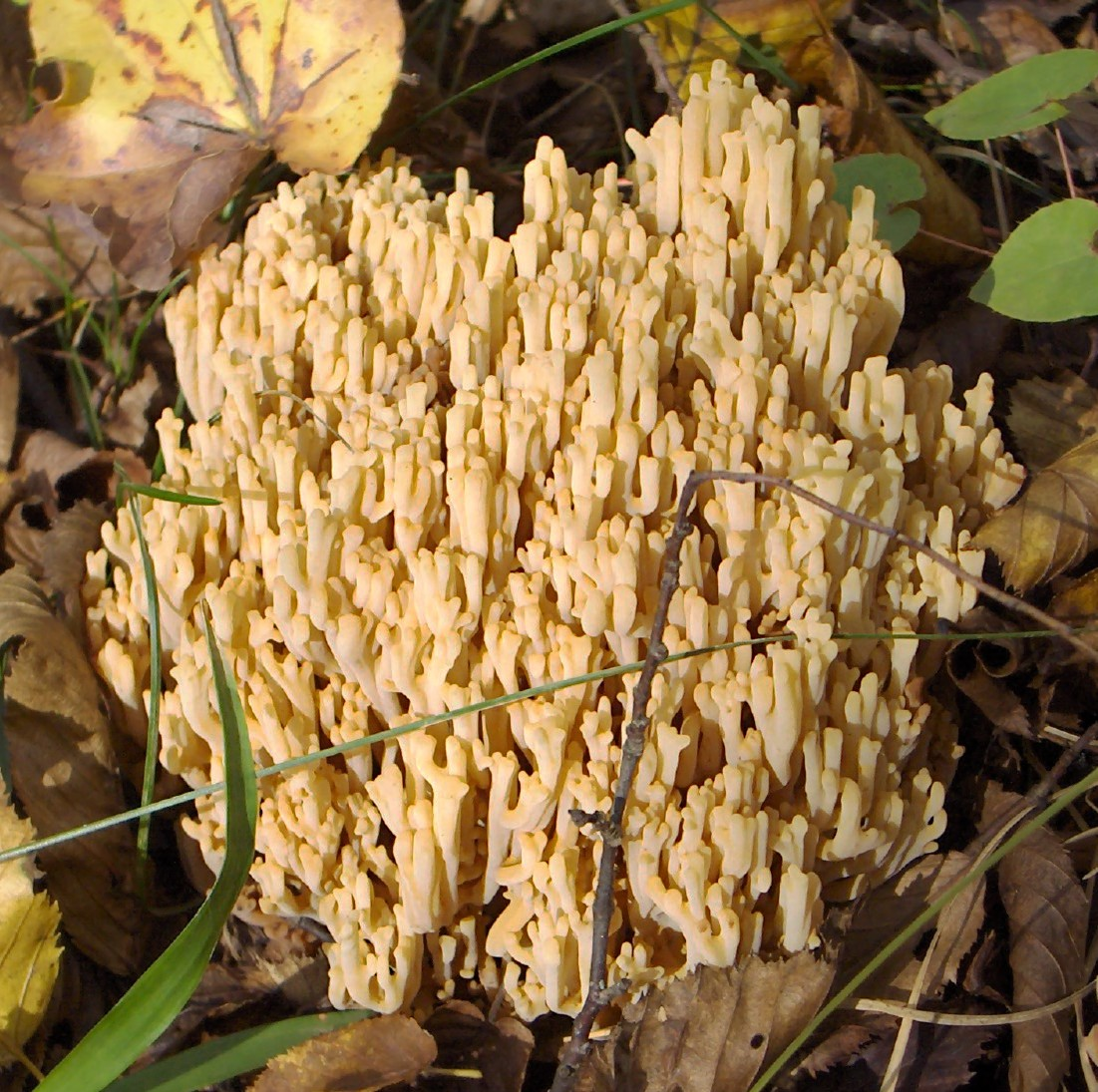
!!Ramaria pallida!!
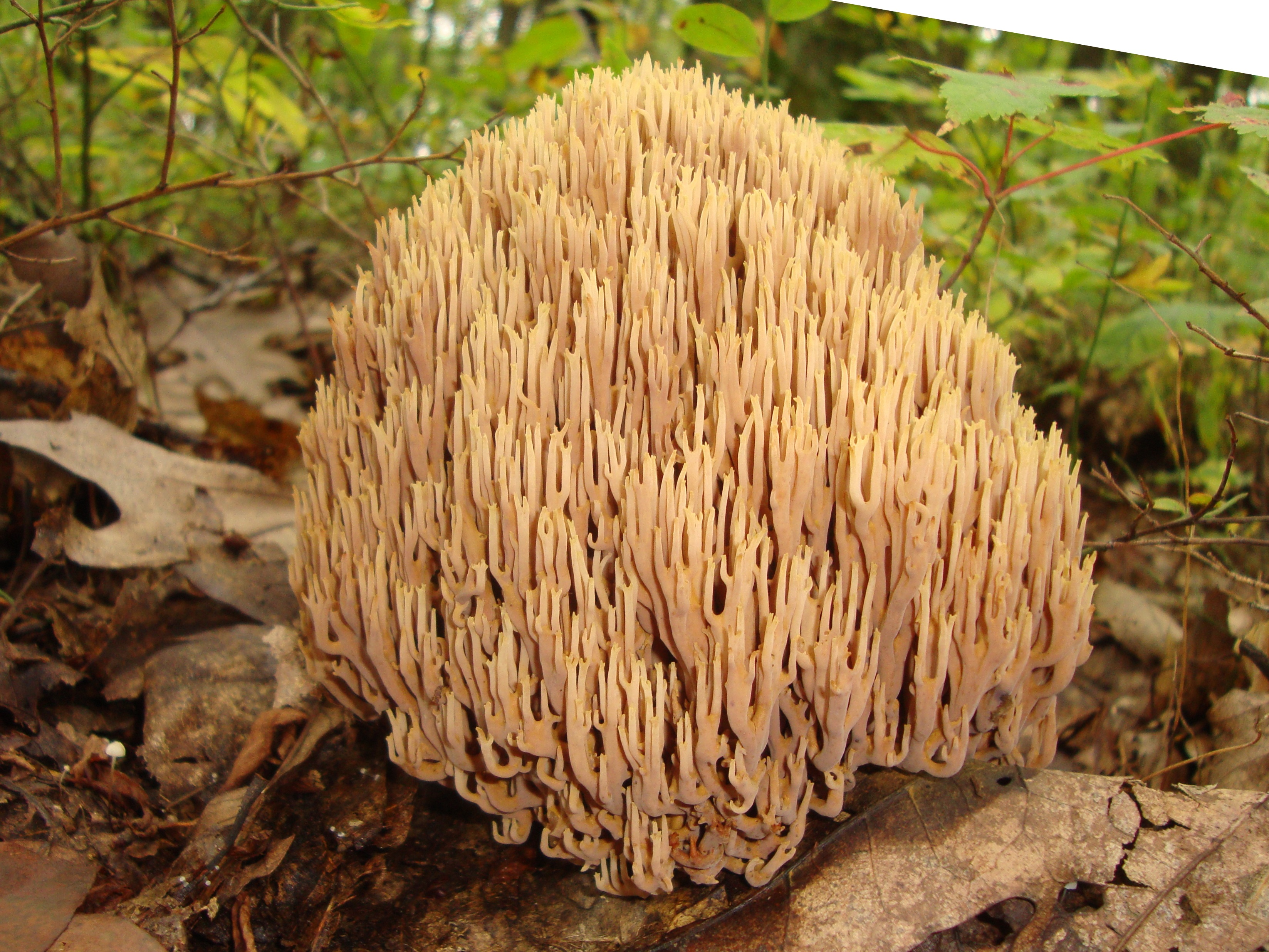
!Ramaria stricta!
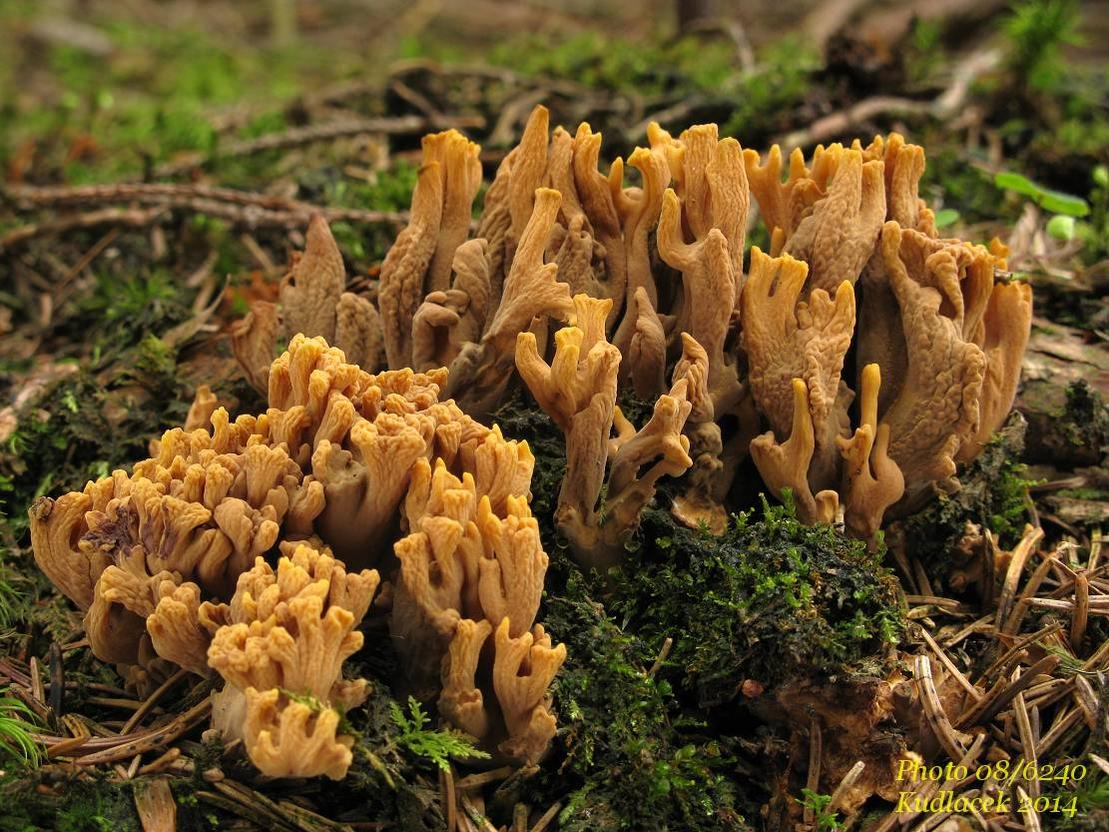
!Ramaria testaceoflava!

## Valorificare
Se recomandă de a folosi mereu bureți tineri ai acestui soi precum imediata îndepărtare a vârfurilor ramificațiilor (amare). Iarba mâței se potrivește ca adăugare la mâncăruri de ciuperci cu zbârciogi și crețuște sau cu praz, respectiv creier de vițel sau porc. Împreună cu alte ciuperci se folosește și pentru sosuri de vânat, mai departe ea poate fi conservată sub formă de murătură, (atât în combinație cu legume cât și ca atare) sau ca aproape toți bureții în ulei sau oțet.